# Operación Brother Sam

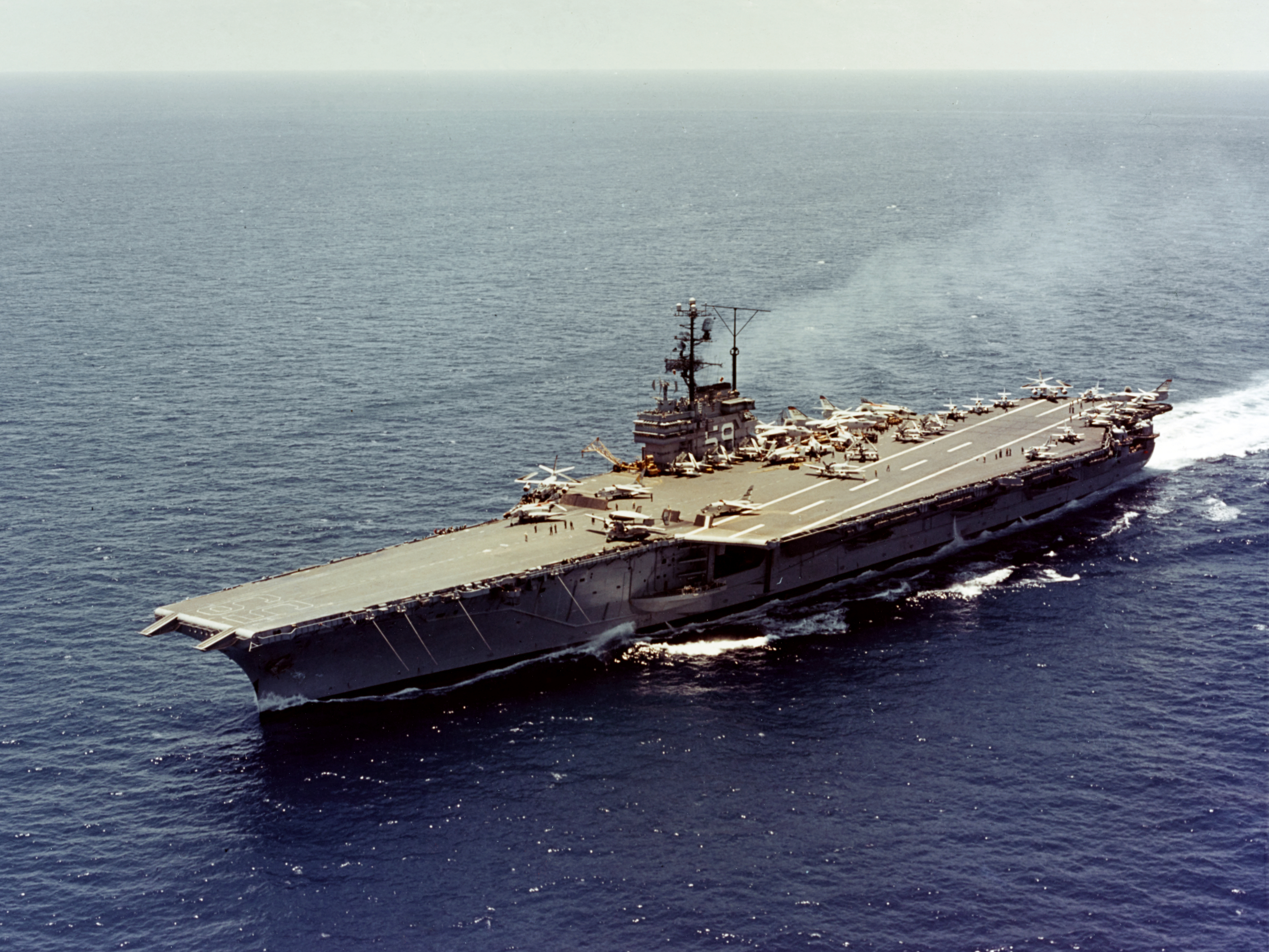
El portaaviones de la Marina de los EE. UU. USS Forrestal (CVA-59) navegando en el mar el 31 de mayo de 1962.

La Operación Brother Sam fue una operación militar de las Fuerzas Armadas de los Estados Unidos de apoyo logístico al Golpe de Estado en Brasil de 1964 para asegurar un resultado positivo a los intereses de los EE. UU. La embajada de los EE. UU. en Brasil ofreció el apoyo a los golpistas al mismo tiempo que recibe la noticia de la sublevación militar contra el gobierno del presidente Joao Goulart.